# Paolo Crepet
Paolo Crepet (Torino, 17 settembre 1951) è uno psichiatra, sociologo, saggista e opinionista italiano.

## Biografia
Nato a Torino da una famiglia veneta di origini francesi e cresciuto a Padova, che considera la sua città di adozione, è figlio di Massimo Crepet, in passato pro-rettore dell'Università degli Studi di Padova e professore di Clinica delle Malattie del Lavoro nello stesso Ateneo, e nipote del pittore Angelo Maria Crepet. Sposato con Cristiana Melis, ha una figlia da una relazione precedente che si chiama Maddalena come sua nonna. Laureato in Medicina e Chirurgia presso l'Università di Padova nel 1976 e poi in Sociologia presso l'Università degli Studi di Urbino nel 1980, nel 1985 ottiene la specializzazione in Psichiatria presso la Clinica Psichiatrica dell'Università di Padova. Ha conosciuto, da giovane, Franco Basaglia, avvicinandosi alle sue posizioni antipsichiatriche.
Dopo aver lavorato all'ospedale psichiatrico di Arezzo, lascia l'Italia per trasferirsi in India, a Chandigarh, per tre anni, e poi spostarsi in Danimarca, nel Regno Unito, in Germania, in Svizzera e nella Repubblica Ceca. In seguito, insegna a Toronto, a Rio de Janeiro e presso il Centro di Studi Europei dell'Università di Harvard; decide poi di tornare in Italia per seguire Basaglia a Roma. Spesso ospite in televisione, è divulgatore e opinionista in moltissime trasmissioni. Nel 2013 è stato presidente della Giuria dei Letterati del Premio Campiello. Come scrittore vince nel 2015 il Premio letterario La Tore Isola d'Elba alla carriera. Attualmente vive a Civita di Bagnoregio.

## Controversie
- Il Codacons denuncia lo psichiatra in merito al gioco d'azzardo perché, secondo l'associazione, attraverso una perizia, egli avrebbe affermato che sale slot, videopoker e slot machine possano indurre vari effetti positivi sulle persone. Tali affermazioni, come espresso dalla stessa associazione, non troverebbero però alcun supporto scientifico, anzi, andrebbero contro ogni attuale evidenza scientifica. Il Codacons ne chiede pertanto l'esclusione da ogni programma televisivo di RAI e Mediaset e la radiazione del medico dall'albo di appartenenza.[7]
- In seguito alle affermazioni sul proprio blog in cui afferma che: «Abbiamo voluto dare tutto a una generazione di bambini e di adolescenti e sono cresciuti senza desiderio e passione, abbiamo tutelato i più piccoli in tutti i modi possibili e li abbiamo resi incapaci di affrontare frustrazioni e sconfitte. Non avendo ricevuto anticorpi educativi, si è diffuso un "autismo emotivo", ovvero l'indifferenza» si scatena l'indignazione del politico di Italia Viva Davide Faraone, il quale, in qualità di presidente della FIA (Fondazione Italiana Autismo), il 1º ottobre 2020 replica sulla proprio profilo Facebook scrivendo: «Inviterei Crepet a studiare un po’ di più, ma non sui libri di scuola. Sui manuali della vita vissuta. Sporcandosi le mani, stringendo relazioni, imparando la fatica del contatto difficile. Sarà immensamente complicato, ma proprio per questo ancora più bello». Alle affermazioni del medico sull'autismo risponde criticamente anche l'organizzazione "NeuroPeculiar - Movimento per la Biodiversità Neurologica" la quale pubblica una lettera aperta critica nei confronti dello psichiatra con la firma di 150 firmatari.[8]
- Durante la trasmissione televisiva In altre parole su La7 lo psichiatra dichiara che "chi ascolta la trap diventa un drogato. Trap vuol dire droga, trapping vuol dire drogarsi", scatenando l'indignazione del rapper Frankie hi-nrg mc.[9]
- Il 3 ottobre 2023, durante un evento pubblico, si esprime sul veganismo affermando: "Sono diventati tutti vegani, questi sfigati di ventenni… Inviti una ragazza a cena e questa mangia miglio… Neanche condito con il balsamico, ma con l’aceto di mela… Ma che ci si fa con una così? L’amore? Ma a quella le viene in mente che dopo le vengono le occhiaie. Chissà che si inventa. Pazzesco. Moriremo eleganti", scatenando la reazione di numerosi giornalisti, tra i quali Selvaggia Lucarelli e la reazione di alcune associazioni vegane.[10]

## Opere

### Saggistica
- Inventario di una psichiatria, con Maria Grazia Giannichedda, Milano, Electa, 1981
- Psichiatria senza manicomio. [Epidemiologia critica della Riforma], a cura di e con Domenico De Salvia, Milano, Feltrinelli, 1982
- Ipotesi di pericolosità. Ricerca sulla coazione nell'esperienza di superamento del manicomio di Arezzo, con Loris Prosperi, Roma, Il pensiero scientifico, 1982
- Fra regole ed utopia. Ipotesi e pratiche per una identificazione del campo psichiatrico, a cura di e con altri, Bologna, Società cooperativa psichiatria democratica, 1982
- Servizi Psichiatrici in una realtà metropolitana, a cura di e con Vito Mirizio, Roma, Il pensiero scientifico, 1987. ISBN 88-7002-332-X
- Il rifiuto di vivere. Anatomia del suicidio, con Francesco Florenzano, Roma, Editori Riuniti, 1989. ISBN 88-359-3307-2; 1998. ISBN 88-359-4347-7
- Suicidal behaviour and risk factors. 3rd european Symposium. Bologna, September 25-28th, 1990, a cura di e con Giuseppe Ferrari e M. Bellini, Bologna Monduzzi, 1990
- Le malattie della disoccupazione. Le condizioni fisiche e psichiche di chi non ha lavoro, Roma, Lavoro, 1990. ISBN 88-7910-443-8
- Suicidal Behaviour in Europe. Recent Research Findings, a cura di e con Giuseppe Ferrari, M. Bellini e S. Platt, Rome-London, Libbey-CIC, 1992
- Le dimensioni del vuoto. Giovani e suicidio , Milano, Feltrinelli, 1993. ISBN 88-07-08122-9
- La depressione tra mito biologico e rappresentazione sociale, in Cesario Bellantuono, Eugenio Borgna, Bruno Callieri, Eleonora D'Agostino e Mario Trevi, La cura dell'infelicità. Oltre il mito biologico della depressione, Roma, Theoria, 1994. ISBN 88-241-0362-6
- Le misure del disagio psicologico, Roma, Nuova Italia Scientifica, 1994. ISBN 88-430-0247-3
- Cuori violenti. Viaggio nella criminalità giovanile, Milano, Feltrinelli, 1995. ISBN 88-07-17005-1
- Non siamo capaci di ascoltarli. Riflessioni sull'infanzia e sull'adolescenza, Torino, Einaudi, 2001. ISBN 88-06-15785-X
- Voi, noi. Sull'indifferenza di giovani e adulti, Torino, Einaudi, 2003. ISBN 88-06-16669-7; 2008
- I figli non crescono più, Torino, Einaudi, 2005. ISBN 88-06-16979-3
- Sull'amore. Innamoramento, gelosia, eros, abbandono. Il coraggio dei sentimenti, Torino, Einaudi, 2006. ISBN 88-06-18506-3
- Dove abitano le emozioni. La felicità e i luoghi in cui viviamo, con Mario Botta e con Giuseppe Zois, Torino, Einaudi, 2007. ISBN 978-88-06-19016-3
- La gioia di educare, Torino, Einaudi, 2008. ISBN 978-88-06-19497-0. [Contiene: Non siamo capaci di ascoltarli; Voi, noi; I figli non crescono più]
- Sfamiglia. Vademecum per un genitore che non si vuole rassegnare, Torino, Einaudi, 2009. ISBN 978-88-06-19842-8
- Perché siamo infelici, a cura di, Torino, Einaudi, 2010. ISBN 978-88-06-20271-2
- L'autorità perduta. Il coraggio che i figli ci chiedono, Torino, Einaudi, 2011. ISBN 978-88-06-19841-1; 2013. ISBN 978-88-06-21580-4
- Educare oggi, con DVD, Milano, Enea, 2012. ISBN 978-88-9557-291-8
- Elogio dell'amicizia, Torino, Einaudi, 2012. ISBN 978-88-06-21260-5; 2014. ISBN 978-88-06-21989-5.
- Impara a essere felice, Torino, Einaudi, 2013. ISBN 978-88-06-21261-2; 2015. ISBN 978-88-06-22466-0
- Psicologia, Torino, Einaudi Scuola, 2015. ISBN 978-88-286-1731-0
- Il coraggio. Vivere, amare, educare, Mondadori, 2017. ISBN 978-88-04-68186-1
- Baciami senza rete. Buone ragioni per sottrarsi alla seduzione digitale, Milano, Mondadori, 2017. ISBN 978-88-04-68112-0
- Passione, Milano, Mondadori, 2019. ISBN 978-88-04-71490-3
- Perché finisce un amore, con Alessandra Arachi, Milano, Solferino, 2019. ISBN 978-88-282-0164-9
- Libertà, Milano, Mondadori, 2019. ISBN 978-88-04-71872-7
- Vulnerabili, Milano, Mondadori, 2020. ISBN 978-88-04-73229-7
- La fragilità del bene, Torino, Einaudi, 2021. ISBN 978-88-06-24712-6
- Oltre la tempesta, Milano, Mondadori, 2021. ISBN 978-88-04-73987-6
- Lezioni di sogni, Milano, Mondadori, 2022. ISBN 978-88-04-75293-6
- Prendetevi la luna, Milano, Mondadori, 2023. ISBN 978-88-04-76388-8. IS
- Coraggio, passione, libertà. Considerazioni sulla vita, Milano, Mondadori, 2023. ISBN 978-88-04-78100-4
- Mordere il cielo, Milano, Mondadori, 2024. ISBN 978-88-04-78290-2

### Narrativa
- Solitudini. Memorie di assenze, Milano, Feltrinelli, 1997. ISBN 88-07-17022-1
- I giorni dell'ira. Storie di matricidi, con Giancarlo De Cataldo, Milano, Feltrinelli, 1998. ISBN 88-07-17029-9
- Naufragi. Tre storie di confine, Torino, Einaudi, 1999. ISBN 88-06-15338-2
- La ragione dei sentimenti, Torino, Einaudi, 2002. ISBN 88-06-16428-7
- Dannati e leggeri, Torino, Einaudi, 2004. ISBN 88-06-17246-8
- A una donna tradita, Torino, Einaudi, 2008. ISBN 88-06-18506-3
- Non mi chiedere di più, Siena, Barney, 2014. ISBN 978-88-98693-04-7
- Il caso della donna che smise di mangiare, Torino, Einaudi, 2015. ISBN 978-88-06-21262-9

## Riconoscimenti e premi
'Premio letterario la Tore isola d'Elba' alla carriera nel 2015, già assegnato tra gli altri a Camilleri, Vitali e Daverio.

### Manuali
- Psicologia. Temi, teorie, professioni, Milano, Einaudi Scuola, 2006. ISBN 88-286-0825-0